# Santa Lucía (Cocuy)
Pour les articles homonymes, voir Santa Lucia.
Santa Lucía est la capitale de la paroisse civile de Cocuy dans la municipalité de Río Negro dans l'État d'Amazonas au Venezuela.